# 旅立ち (FUNKY MONKEY BABYSの曲)
「旅立ち」（たびだち）は、日本のJ-POPグループFUNKY MONKEY BABYSの7枚目のシングルである。
ジャケット写真には俳優の石田卓也が起用され、PVにも出演。このPVには中野英雄、そして『ちっぽけな勇気』のジャケット・PVに登場した脇知弘も出演している。

## 収録曲
1. 旅立ち (5:36)
映画『ぼくたちと駐在さんの700日戦争』主題歌
2. 虹の架け橋 (4:38)
3. 旅立ち（instrumental） (5:35)
4. 虹の架け橋（instrumental） (4:38)

- CD EXTRAとして、「旅立ち」のPVを収録。

## カバー
- 美吉田月（2009年、アルバム「Ska Flavor#2」収録）